# Роберт Аллан Паркер
Роберт Аллан Рідлі Паркер (англ. Robert Allan Ridley Parker; нар. 14 грудня 1936) — астронавт США, колишній директор Дирекції менеджменту НАСА, Лабораторії реактивного руху в  Пасадині. Народився 14 грудня 1936 в місті Нью-Йорку, штат Нью-Йорк. Двічі літав в космос, обидва рази на шатлі «Колумбія», перший в листопаді-грудні 1983 (STS-9), другий — у грудні 1990 (STS-35).

## Освіта
Закінчив початкову і середню школи в Шрюсберрі, в штаті Массачусетс. В 1958 отримав ступінь бакалавра астрономії і фізики в Емгерст-коледжі. В 1962 захистив дисертацію на здобуття наукового ступеня доктора філософії з астрономії в  Каліфорнійському технологічному інституті.

## Робота до НАСА
До відбору в загін астронавтів НАСА Роберт Паркер працював ад'юнкт-професором астрономії Вісконсинського університету (англ. University of Wisconsin System).

## Робота в НАСА
Відібраний як вчений-астронавт у загін астронавтів НАСА в серпні 1967 р., Роберт Паркер був одним з членів команди підтримки під час підготовки і здійснення польотів на Місяць, пілотованих космічних кораблів «Аполлон-15» (в 1971 р.) і  «Аполлон-17» (в 1972 у. Під час трьох пілотованих польотів на орбітальну станцію «Скайлеб» в 1973–1974 роках займав пост вченого програми в апараті директора Програми «Скайлеб».

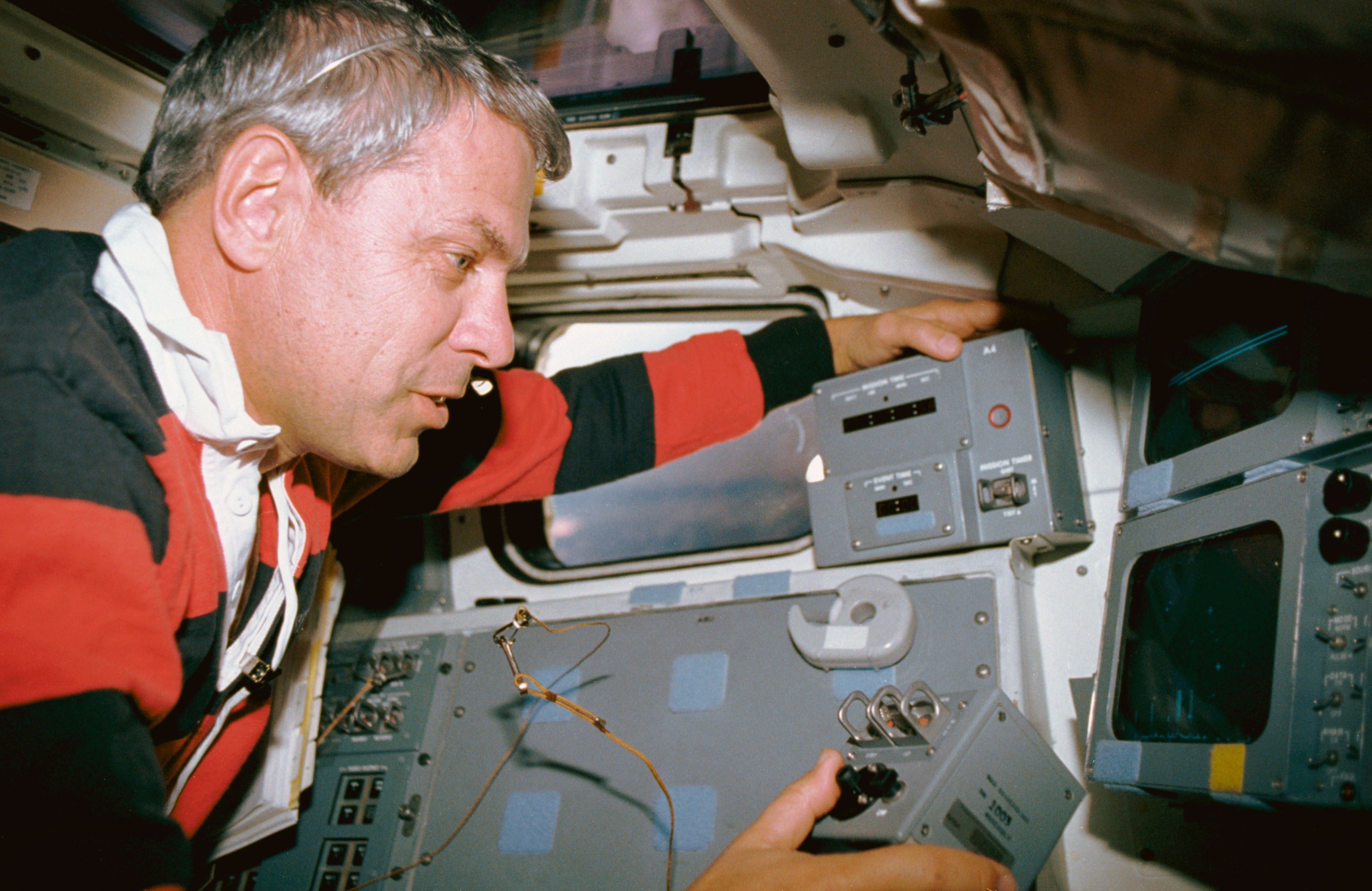
Паркер відзначає інструменти на «ASTRO-1» на «Колумбії» кормової кабіни екіпажу під час польоту «STS-35»

З березня 1988-го по березень 1989 працював в штаб-квартирі НАСА у Вашингтоні на посаді директора управління інтеграції космічних польотів і космічної станції.
Ветеран двох космічних польотів. 28 листопада — 8 грудня 1983 р. літав на шатлі «Колумбія STS-9» як фахівець польоту. А з 2-го по 10-е грудня 1990 — на  шатлі «Колумбія STS-35», також як спеціаліст польоту. Одним із головних завдань цієї місії було виведення на орбіту  астрономічної обсерваторії «ASTRO-1» з трьома ультрафіолетовими і одним  рентгенівським телескопами.
З січня по грудень 1991 Роберт Паркер очолював відділ політики і планування Дирекції космічних польотів у штаб-квартирі НАСА в  Вашингтоні. З січня 1992-го по листопад 1993 — директор програми лабораторного модуля «Спейслеб». З грудня 1993-го по серпень 1997 — менеджер Програми використання діяльності в космосі. З серпня 1997-го по серпень 2005 обіймав посаду директора Дирекції менеджменту НАСА Лабораторії реактивного руху в Пасадині. Залишив роботу в НАСА і вийшов на пенсію 31 серпня 2005 р..

## Досвід польотів
- Понад 3 500 годин пілотування реактивних літаків.
- В цілому провів 463 години в космосі[2].

## Нагороди
- Медаль НАСА «За видатні наукові досягнення» (англ. NASA Exceptional Scientific Achievement Medal) (1973).
- Медаль НАСА «За видатне лідерство» (англ. NASA Outstanding Leadership Medal) (1974)[2]

## Членство в організаціях
- Член  Американського астрономічного товариства.
- Член  Міжнародного астрономічного союзу[2]

## Джерело
- Офіційна біографія НАСА(англ.)